# دانيال ماكلولين
دانيال ماكلولين (بالإنجليزية: Daniel McLaughlin)‏ هو لاعب كرة القدم الغالية أيرلندي، ولد في 1990.